# Бармер
Бармер (англ. Barmer, хинди बाड़मेर) — город и муниципалитет на юго-западе индийского штата Раджастхан. Административный центр округа Бармер.

## География
Расположен примерно в 150 км к юго-востоку от города Джайсалмер, на высоте 226 м над уровнем моря.

## Население
Население по данным переписи 2001 года составляло 83 517 человек. Доля мужчин — 54 %, женщин — 46 %.
| 1991   | 2001   | 2012   |
| ------ | ------ | ------ |
| 68 625 | 83 591 | 98 558 |

Источник:

## Туризм
К югу от города имеются руины трёх джайнских храмов. Ежегодно в Бармере и его окрестностях проводится несколько праздников и фестивалей, которые могут быть интересны туристам.